# 唐会忠
唐会忠（1955年11月—），湖南澧县人。1980年1月参加工作，1976年6月加入中国共产党。湖北财经学院（现并入中南财经政法大学）毕业，经济学学士。
历任湖南株洲市税务局计划会计科副科长、科长；湖南省审计局财政审计处主任科员、副处长，湖南省审计事务所所长，省审计厅行政事业审计处长；湖南省工商行政管理局副局长等职。1998年6月，任湖南省审计厅副厅长，2005年10月起任厅长。2016年1月，被免去湖南省审计厅厅长职务。